# Narthecura
Narthecura is een geslacht van insecten uit de orde vliesvleugeligen (Hymenoptera) en de familie Ichneumonidae.

## Soorten
- N. acutipennis (Brulle, 1846)
- N. branneri (Brues, 1912)
- N. invadens Heinrich, 1962
- N. limata (Cresson, 1868)
- N. munita (Cresson, 1868)
- N. neotropica (Heinrich, 1930)
- N. propinqua (Cresson, 1868)
- N. quadrilineata (Brulle, 1846)
- N. tricolor (Brulle, 1846)